# Slag bij Hatteras Inlet Batteries
De Slag bij Hatteras Inlet Batteries was een kleine, maar invloedrijke slag aan het begin van de Amerikaanse Burgeroorlog. Deze slag is ook bekend als de Slag om de forten Hatteras en Clark. Twee forten, in Zuidelijke handen, aan de kust van North Carolina werden ingenomen na een amfibische aanval van Noordelijke troepen op 28 augustus en 29 augustus 1861. Het slecht bewapende garnizoen onderging een zeven dagen durend bombardement van zeven Noordelijke schepen zonder dat ze deze beschieting konden beantwoorden. Hoewel de Zuidelijke verliezen licht waren, koos de garnizoenscommandant ervoor om de strijd op te geven op de tweede dag na het einde van de beschieting. Dankzij deze Noordelijke overwinning verminderde de Zuidelijke slagkracht om de vijandelijke handelsschepen aan te vallen. De Noordelijken kregen hierbij toegang tot verschillende steden in North Carolina.
Deze slag was belangrijk om verschillende redenen. Ten eerste was het een Noordelijke overwinning na hun smadelijke nederlaag in de Eerste Slag bij Bull Run op 21 juli 1861. Het was een morele opkikker voor de Noordelijke publieke opinie. Ten tweede was het een van de eerste stappen in het plan om de Zuidelijke havens te blokkeren. Ten derde werd in deze slag voor het eerst samengewerkt tussen de marine en het leger om een amfibische aanval uit te voeren. Ten laatste werd er door de marine een nieuwe tactiek toegepast, waarbij de bombarderende schepen voortdurend in beweging bleven, waardoor de vaste geschutsemplacementen op de forten niet konden worden gebruikt.

## Hatteras Inlet in Zuidelijke handen
De North Carolina Sounds strekt zich uit van Point Lookout tot aan de grens van Virginia.
Vanuit dit gebied kon men gemakkelijk de Noordelijke handelsvloot aanvallen. De Zuidelijke schepen gebruikten het gebied rond Kaap Hatteras om hun schepen te verstoppen voor de Noordelijke blokkadeschepen. Vanuit de vuurtoren op de kaap werden er signalen doorgestuurd naar in hinderlaag liggende schepen wanneer er een ongewapend Noordelijk schip passeerde.
Om de Zuidelijke schepen te beschermen tegen Noordelijke aanvallen, hadden de autoriteiten van North Carolina verschillende forten gebouwd. Er waren maar vier inhammen toegankelijk voor schepen in 1861, namelijk Beaufort, Ocracoke, Hatteras en Oregon Inlets. Omdat Hatteras Inlet de belangrijkste was, werden er twee forten gebouwd op deze locatie, met de namen Fort Hatteras en Fort Clark. Terwijl Fort Hatteras net naast Hatteras Island werd opgericht, werd Fort Clark ongeveer 800 meter verder zuidoostelijk gebouwd, dichter bij de Atlantische oceaan. Tegen eind augustus waren er maar tien kanonnen geïnstalleerd in Fort Hatteras. Vijf andere stukken stonden klaar om opgesteld te worden. In Fort Clark waren vijf vuurmonden geïnstalleerd. Daarenboven waren de meeste stukken van een licht kaliber waardoor ze ongeschikt waren om de kuststreek efficiënt te verdedigen.
Er was ook een nijpend personeelstekort. De staat North Carolina had 22 infanterieregimenten bewapend. Zestien daarvan werden ingezet in de verschillende campagnes in Virginia. De andere zes regimenten moesten de volledige kustlijn van de staat beschermen tegen vijandelijke acties. Een eenheid van de 7th North Carolina Volunteers verdedigde de twee forten bij Hatteras Inlet. Ook de andere forten werden door zwakke eenheden bezet.
Verrassend genoeg namen de autoriteiten van North Carolina weinig tot geen maatregelen om de zwakte van hun forten te verbergen voor de tegenstander. Verschillende Noordelijke kapiteins werden na hun gevangenneming vastgehouden in een van de forten. Ze hadden vrije toegang tot de andere forten in de omgeving. Na hun vrijlating namen ze de opgedane kennis mee naar het noorden en gaven die door aan de inlichtingendienst van de marine.

## De Noordelijke reactie
De vele aanvallen op de Noordelijke handelsvloot vanuit Hatteras Inlet werd door de verschillende verzekeringsmaatschappijen aangegrepen om Gideon Welles, de minister van marine, onder extra druk te zetten. Welles had echter al een rapport ontvangen van de Blockade Strategy Board om de blokkade langs de kust van North Carolina te verbeteren. De aanbeveling van de commissie stelde dat men in alle inhammen langs de vijandelijk kust oude vrachtschepen tot zinken kon brengen om deze inhammen onbruikbaar te maken.
Kort na het ontvangen van dit rapport gaf minister Welles de nodige instructies om de voorstellen te implementeren. Commandant H. S. Stellwagen kreeg de opdracht om in Chesapeake Bay oude vrachtschepen aan te kopen. Hij moest zijn vooruitgang rapporteren aan Vlagofficier Silas H. Stringham, commandant van het Atlantische blokkadeflottielje.
Stringham had echter zijn bedenkingen bij het uitvoeren van dit plan. Hij stelde dat de stroming en de getijdenwerking ofwel de wrakken zou wegspoelen of nieuwe kanalen zou uitschuren. De enige manier, volgens Stringham, om de Zuidelijke de toegang te blokkeren tot de verschillende inhammen was het gebied veroveren en bezet houden. Voor dit plan was de samenwerking met het leger nodig. De marine kon onmogelijk alleen de forten veroveren en bezetten.
Het leger was maar al te graag bereid om te helpen. Generaal Benjamin Butler kreeg de opdracht om een expeditiemacht te vormen van ongeveer 800 manschappen. Butler verzamelde 500 Duitssprekende soldaten van het 20th New York Volunteers, 220 soldaten van de 9th New York Volunteers, 100 soldaten van 99th New York Volunteers en een 60-tal soldaten van de 2nd U.S. Artillery. De mannen werden aan boord gebracht van de “Adelaide” en de “George Peabody”, twee schepen aangekocht door Stellwagen. Toen de soldaten opperden dat deze schepen een storm niet zouden overleven, stelde Stellwagen dat ze tot enkel zouden uitvaren bij kalm weer. Anders zou een landing niet succesvol zijn.
Terwijl Butler zijn troepen bijeen bracht, verzamelde Stringham zijn vloot. Hij selecteerde zeven oorlogsschepen, namelijk de USS “Minnesota, de USS Cumberland, de USS Susquehanna, de USS Wabash, de USS Pawnee, de USS Monticello en de USS Harriet Lane”. Alle schepen, uitgezonderd de “Harriet Lane” waren marineschepen. De Harriet Lane behoorde tot de douane. De USS “Fanny” zou dienstdoen als trekschuit om de landingsboten op hun bestemming te krijgen.
Op 26 augustus 1861 vertrok de vloot vanuit Hampton Roads naar Kaap Hatteras. Op 27 augustus 1861 wierp de vloot het anker uit in het volle zicht van de twee forten bij Hatteras Inlet. Kolonel William F. Martin, bevelhebber van de 7th North Carolina Infantry en de forten Hatteras en Clark, besefte dat zijn 580 soldaten niet opgewassen waren tegen de Noordelijke machtsvertoning. Hij stuurde een boodschapper naar de forten Ocracoke en Oregon om versterkingen te vragen. Door de slechte communicatielijnen tussen de forten arriveerden de versterkingen toen het al te laat was.

## Slagorde

### De Noorderlijken
Generaal-majoor Benjamin Butler
- 9th New York Infantry Regiment, kolonel Rush Hawkins (220 soldaten)
- 20th New York Infantry Regiment, kolonel Max Weber (500 soldaten)
- 99th New York Infantry Regiment ("Union Coast Guard"), Kapitein William Nixon (100 soldaten)
- U.S. 2nd Artillery, Luitenant Frank H. Larned (60 soldaten)
- Detachementen van mariniers en matrozen van de vloot

Vlagofficier Silas H. Stringham
- U.S.S. Monticello
- U.S.S. Harriet Lane
- U.S.S. Minnesota
- U.S.S. Wabash
- U.S.S. Susquehanna
- U.S.S. Cumberland
- U.S.S. Pawnee
- U.S.S. Fanny (trekschuit)

### De Zuidelijken
- 7th North Carolina Infantry Regiment, kolonel William F. Martin
- Aantal vrijwilligers van de marine, Vlagofficier Samuel Barron incluis.

## De slag

### Eerste dag tot zonsondergang
In de vroege ochtend van 28 augustus 1861 begonnen de USS Minnesota, de USS Wabash en de USS Cumberland met het bombardement van fort Clark. De lichtere oorlogsschepen begeleidden de transportschepen naar een punt vijf kilometer verder naar het oosten. Daar begonnen de legereenheden zich te ontschepen. De bombarderende schepen voeren in een lus. Na het afvuren van hun salvo, voeren ze buiten het bereik van de vijandelijke kanonnen. Daar laadden ze hun eigen geschut om zo opnieuw naar het fort toe te varen en een nieuw salvo te vuren. Deze techniek beperkte de trefzekerheid van de geschutsemplacementen op de forten en werd voor het eerst gebruikt door de Franse en Engelse schepen in de Krimoorlog bij de Beleg van Sebastopol in 1854 – 1855.
De salvo’s van de kanonnen van het fort misten doel. Ofwel vlogen ze over de schepen of vielen ze tussen de schepen en het fort in. Rond 12.25 uur hadden de verdedigers geen munitie meer. De Zuidelijke soldaten verlieten het fort. Sommigen vluchtten naar Fort Hatteras. Anderen verdwenen met klaarliggende bootjes. Kolonel Max Weber,
Bevelhebber van de reeds aan land gebrachte Noordelijke troepen, stuurde zijn soldaten naar het verlaten fort. Toen ze het fort bereikten staken ze de vlag in de lucht zodat de bombarderende schepen wisten dat het fort gevallen was. Het was tijdens deze 5 verwarrende minuten dat de landingstroepen hun enig slachtoffer te betreuren hadden. Een soldaat werd zwaargewond door een schrapnel. Stringham dirigeerde het ondersteunend vuur richting Fort Hatteras.
De landing zelf was nog niet vlot verlopen. Ongeveer een derde van de troepen was reeds aan land gezet toen generaal Butler de landingen opschortte. Verschillende boten waren door de sterke stroming gekapseisd en gezonken. Kolonel Weber had maar 318 soldaten aan land gekregen. Samen met enkele zware kanonnen waren ze in staat om zichzelf te verdedigen tegen een Zuidelijke tegenaanval. Ze hadden echter niet de slagkracht om Fort Hatteras te bestormen.
Stringham paste dezelfde techniek toe bij het bombardement van Fort Hatteras zoals hij gedaan had bij Fort Clark. De verdedigers vuurden maar sporadisch om hun eigen munitievoorraad niet te snel uit te putten. Stringham dacht dat dit fort ook verlaten werd en stuurde de USS “Monticello” eropuit om te verkennen. De verdedigers grepen hun kans en bestookten de “Monticello” met hun geschut. Terwijl het schip zich probeerde terug te trekken, liep het vast en werd het geraakt door vijf treffers. Hoewel het twee zeelui licht verwondde, liep het schip verder geen ernstige schade op.
Toen de dag ten einde liep, trok de vloot zich terug naar veiliger water. De uitgeputte verdedigers hoopten op versterkingen. De aan land gezette Noordelijke troepen zochten een plaats om de nacht door te brengen. Ze hadden weinig water en verwachtten een tegenaanval van de Zuidelijke eenheden.

### Na zonsondergang en de tweede dag
De Zuidelijke versterkingen arriveerden net na het invallen van de nacht. De kanonneerboot CSS Waren Winslow bracht een deel van het garnizoen van Fort Ocracoke. Enkele matrozen boden zich aan om de kanonnen te helpen bemannen in Fort Hatteras. Nu verbleven er ongeveer 700 soldaten in het fort. Vlag officier Samuel Barron nam op vraag van de uitgeputte kolonel Martin het bevel van het fort op zich. Barron hoopte, met de soldaten die nog op weg waren van New Bern, om Fort Clark te heroveren.
De Zuidelijke plannen vervlogen bij het aanbreken van de volgende dag. Het weer was opnieuw rustig genoeg zodat de Noordelijke vloot het bombardement kon verder zetten. De Noordelijken slaagden er eveneens in om contact te krijgen met de reeds gelande troepen. De Noordelijke schepen pasten dezelfde techniek toe van de vorige dag bij het bombardement. Toen ze ondervonden dat hun kanonnen een groter bereik hadden dan de kanonnen op het fort, gingen ze voor anker. Fort Hatteras kreeg nu de volle laag. Het enige dat de verdedigers konden doen was het bombardement ondergaan. Na drie uur van zware bombardementen besliste Baron en zijn officieren om te onderhandelen over de overgave van het fort, hoewel ze vrijwel geen slachtoffers te betreuren hadden. Net na 11.00 uur werd de witte vlag gehesen. De Noordelijken namen 691 soldaten gevangen, waarna ze werden afgevoerd naar krijgsgevangenenkampen.

## Gevolgen
Na de Noordelijke overwinning werd beslist om de veroverde forten te gebruiken als springplank naar North Carolina. De plannen om begin 1862 een amfibische aanval uit te voeren op laatst genoemde staat kreeg vorm bij de departementen van oorlog en marine. Deze volgende campagne kwam onder het bevel te staan van Ambrose E. Burnside
De forten Ocracoke en Oregon werden door de Zuidelijken verlaten.